# Газі Мансур
Газі Мансур, Газі Мансур „Мединський“ — мітичний побратим Маліка Аштера, сахаба, що за легендою разом із ним поширював іслам в Північному Причорномор'ї і був першим сподвижником ісламу на українських землях. Не згадується в ранніх ісламських джерелах, тож імовірно, його ім'я використовувалось метафорично (Газі — „борець за віру“, Мансур — „той, кому допомагає Бог“) і не належало реальній людині. Вважається, що легенди про Газі та його побратима були складені у XIII—XIV століттях.
За легендою, Газі Мансур похований поблизу Чуфут-Кале в долині Марйам-Дере. В XV столітті на цьому місці була заснована суфійська обитель (теккіє), що проіснувала до депортації кримських татар.

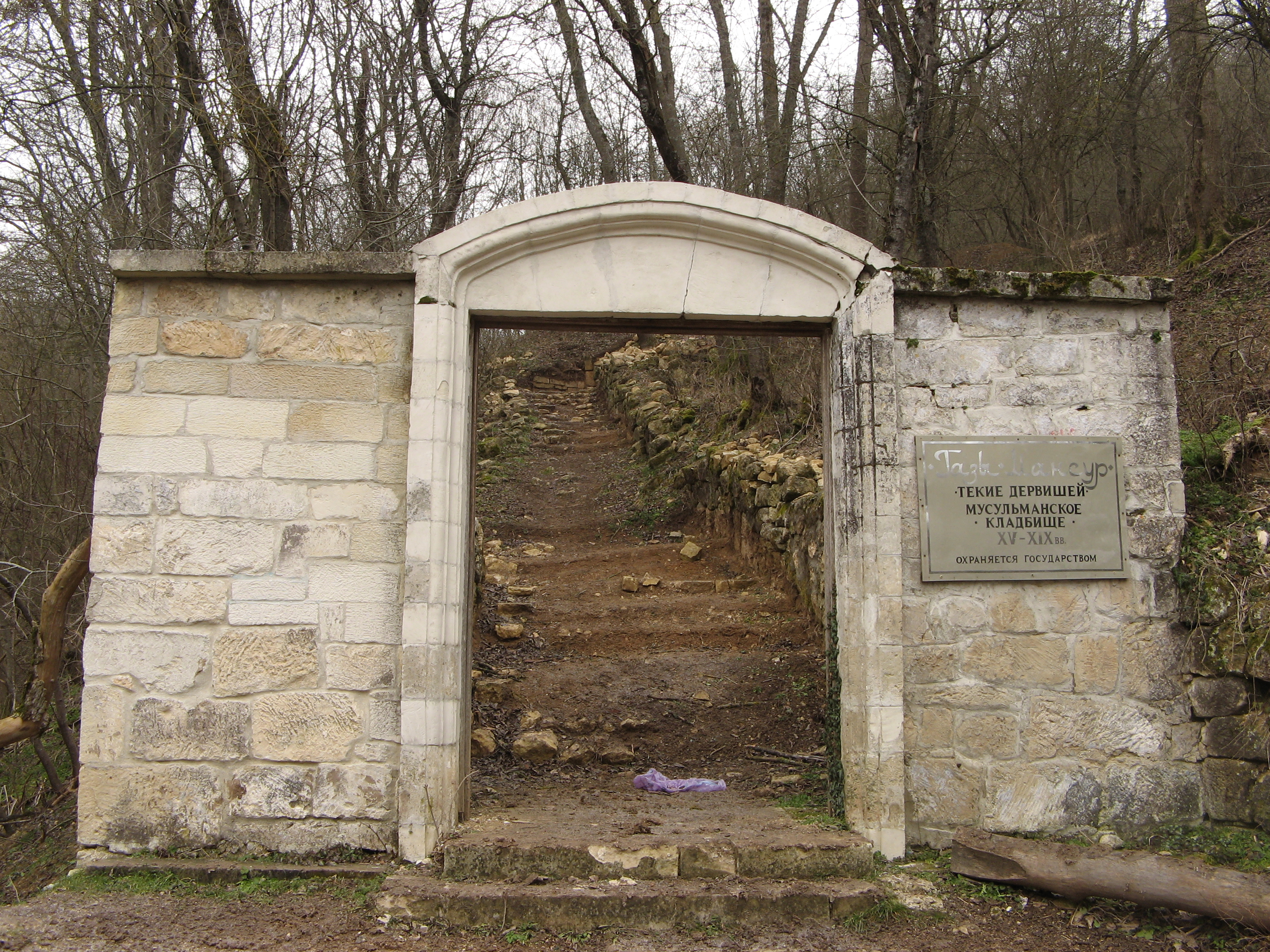
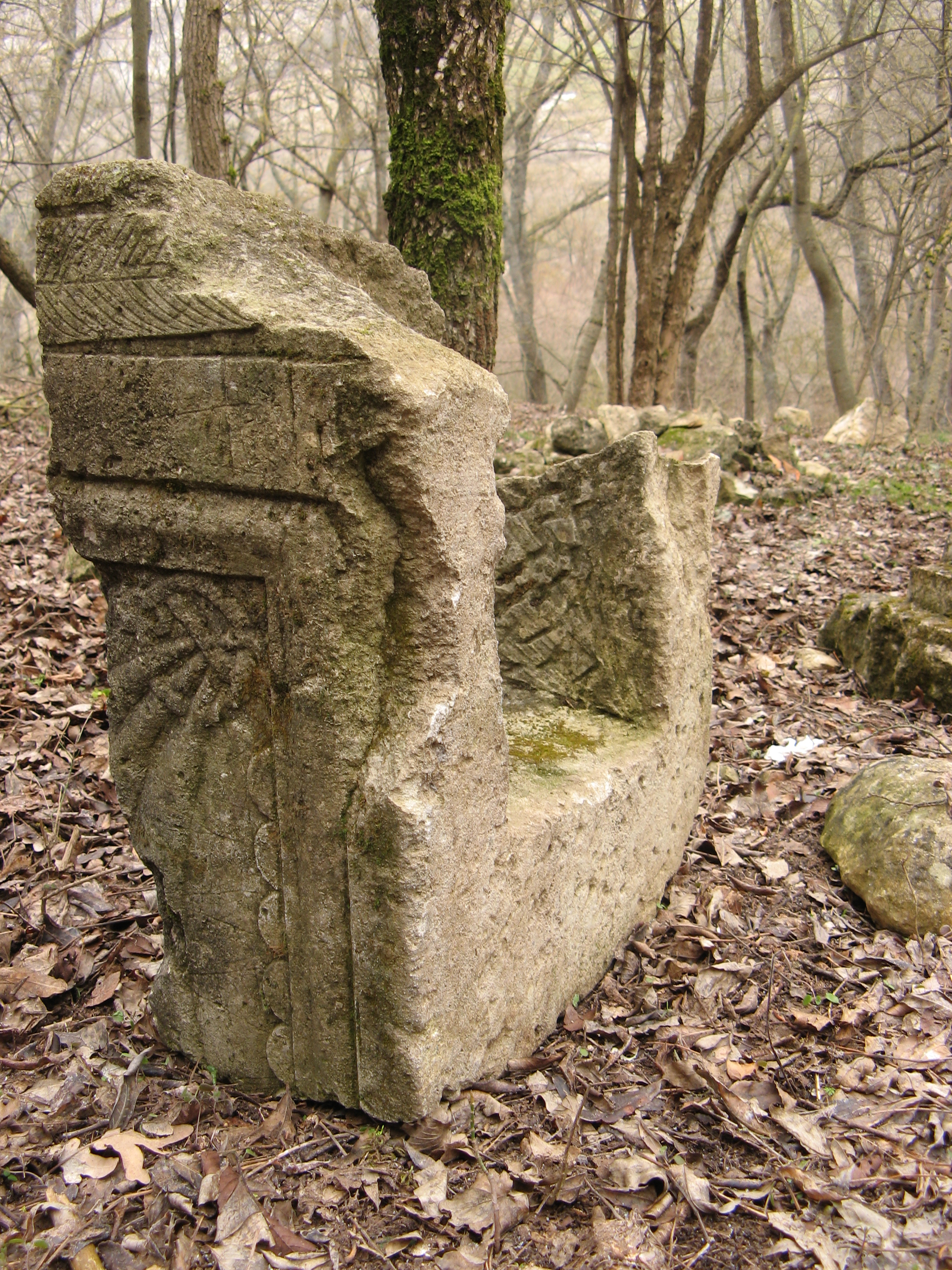
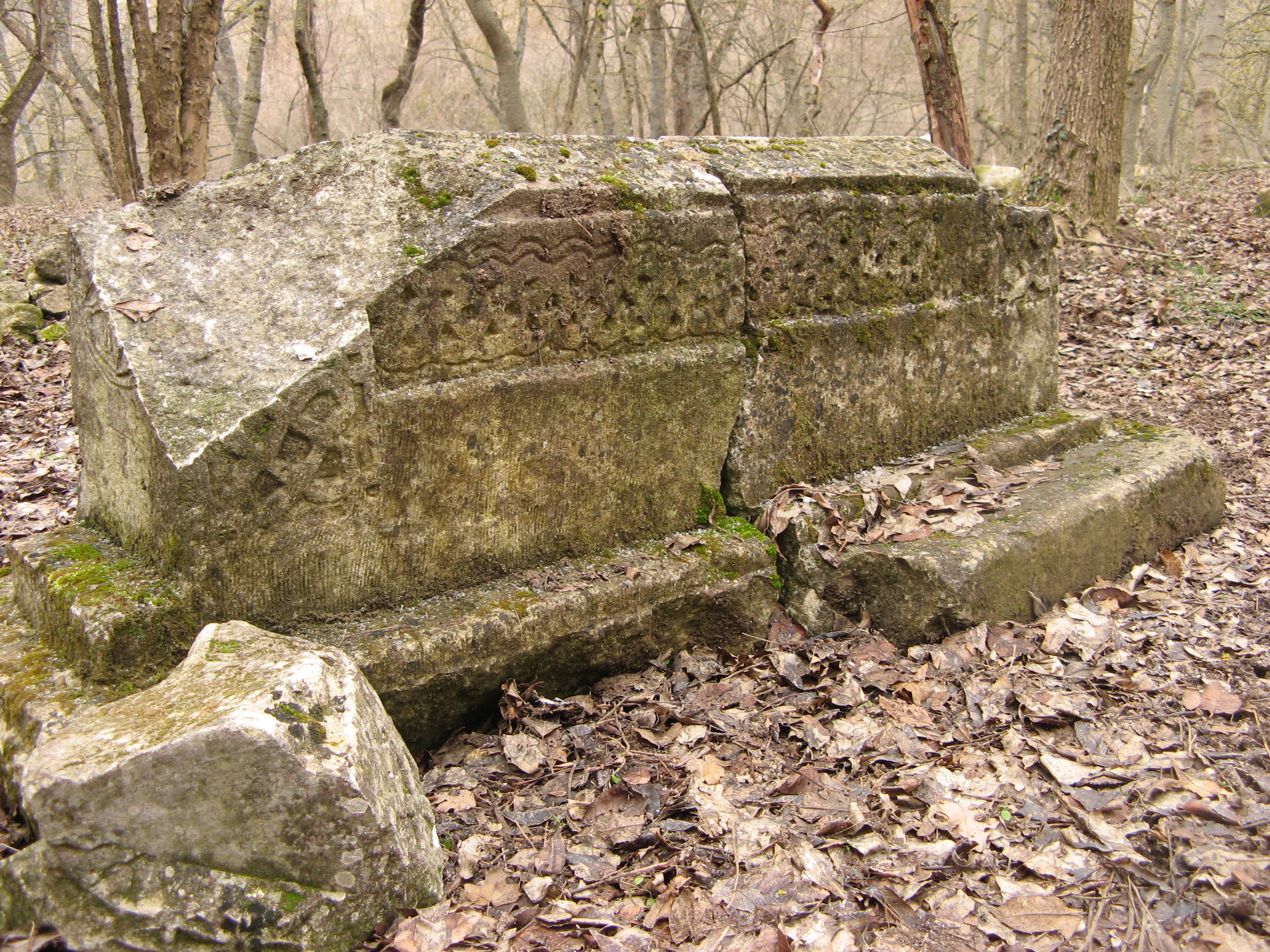
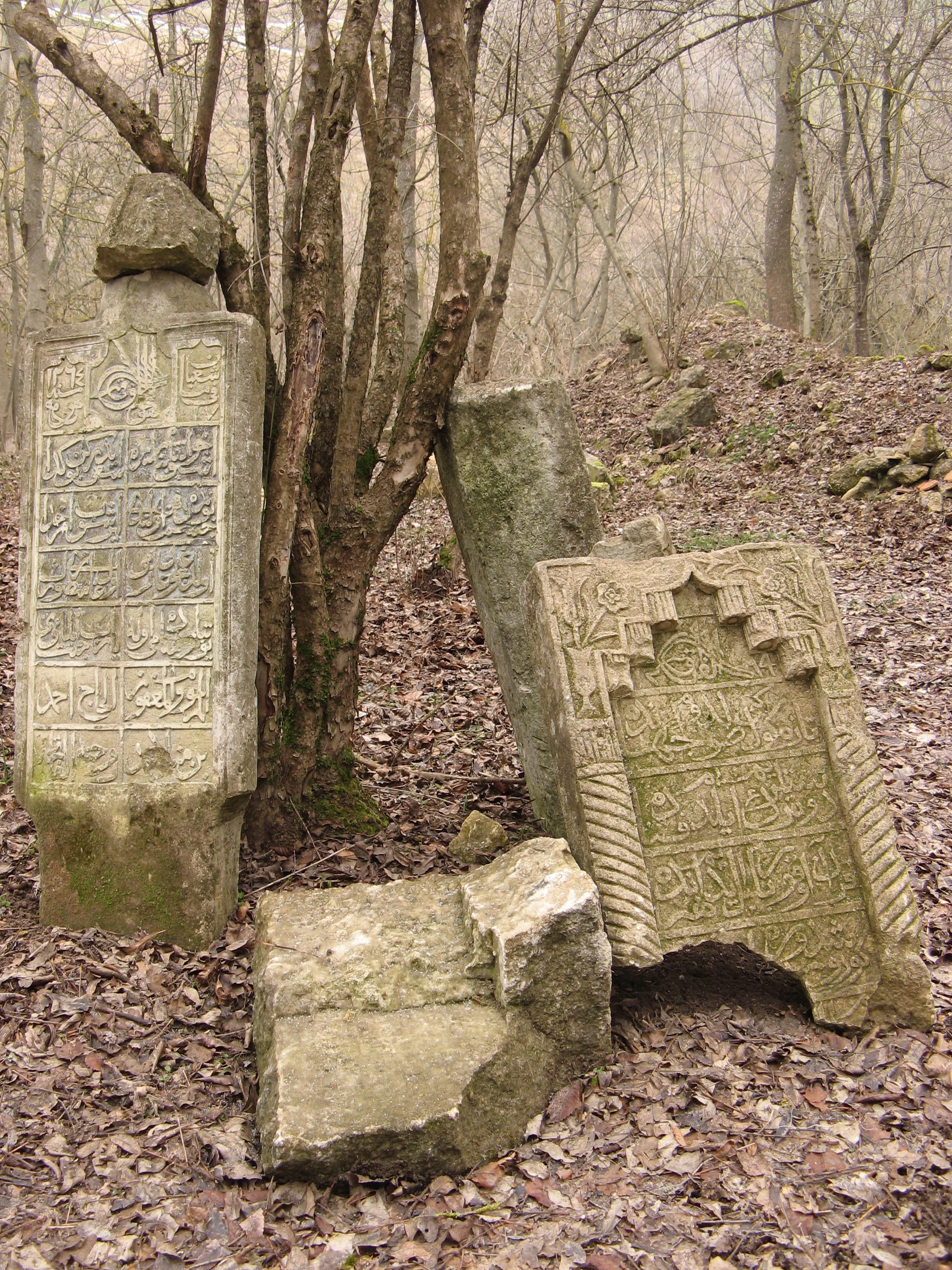
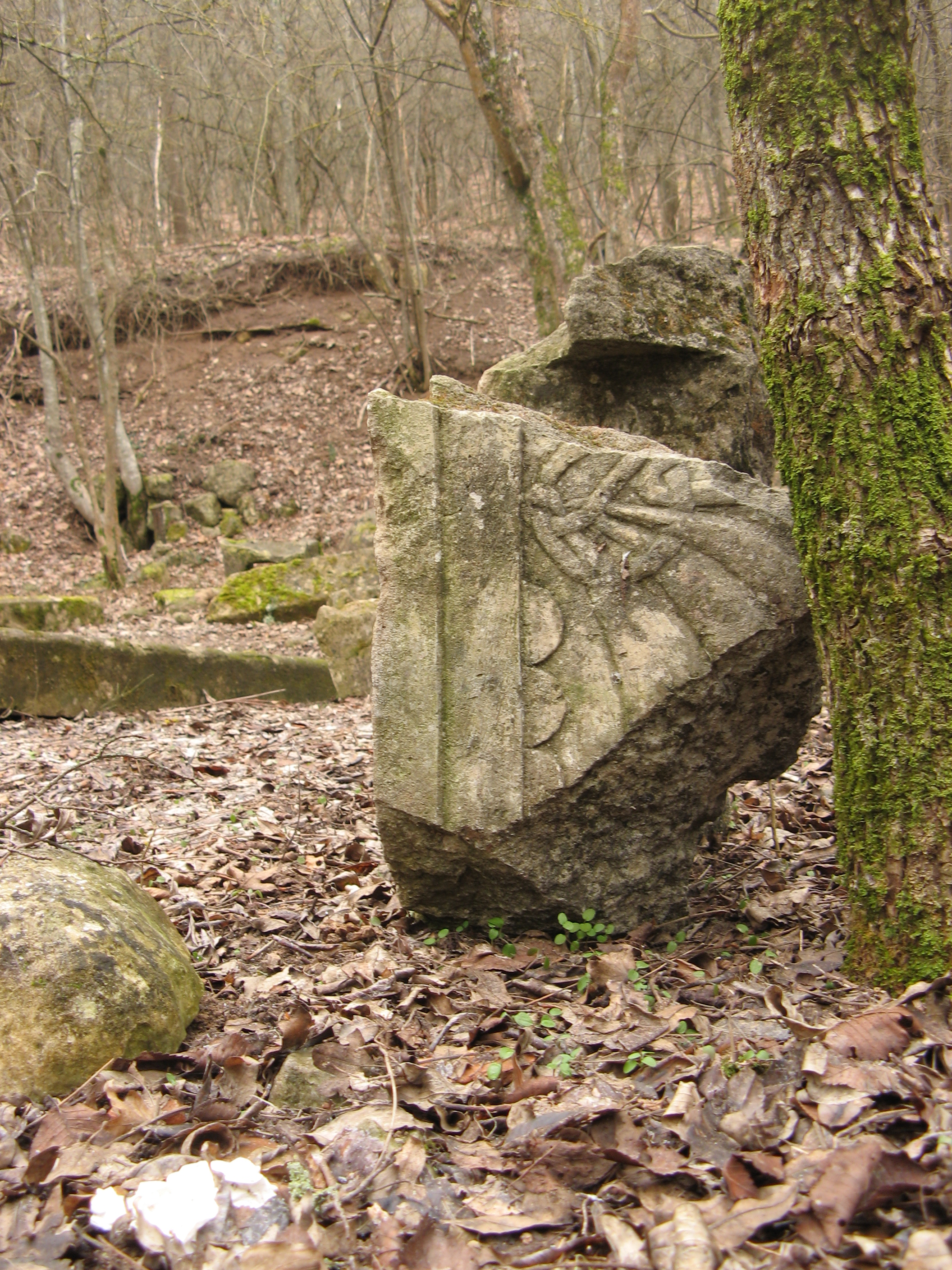
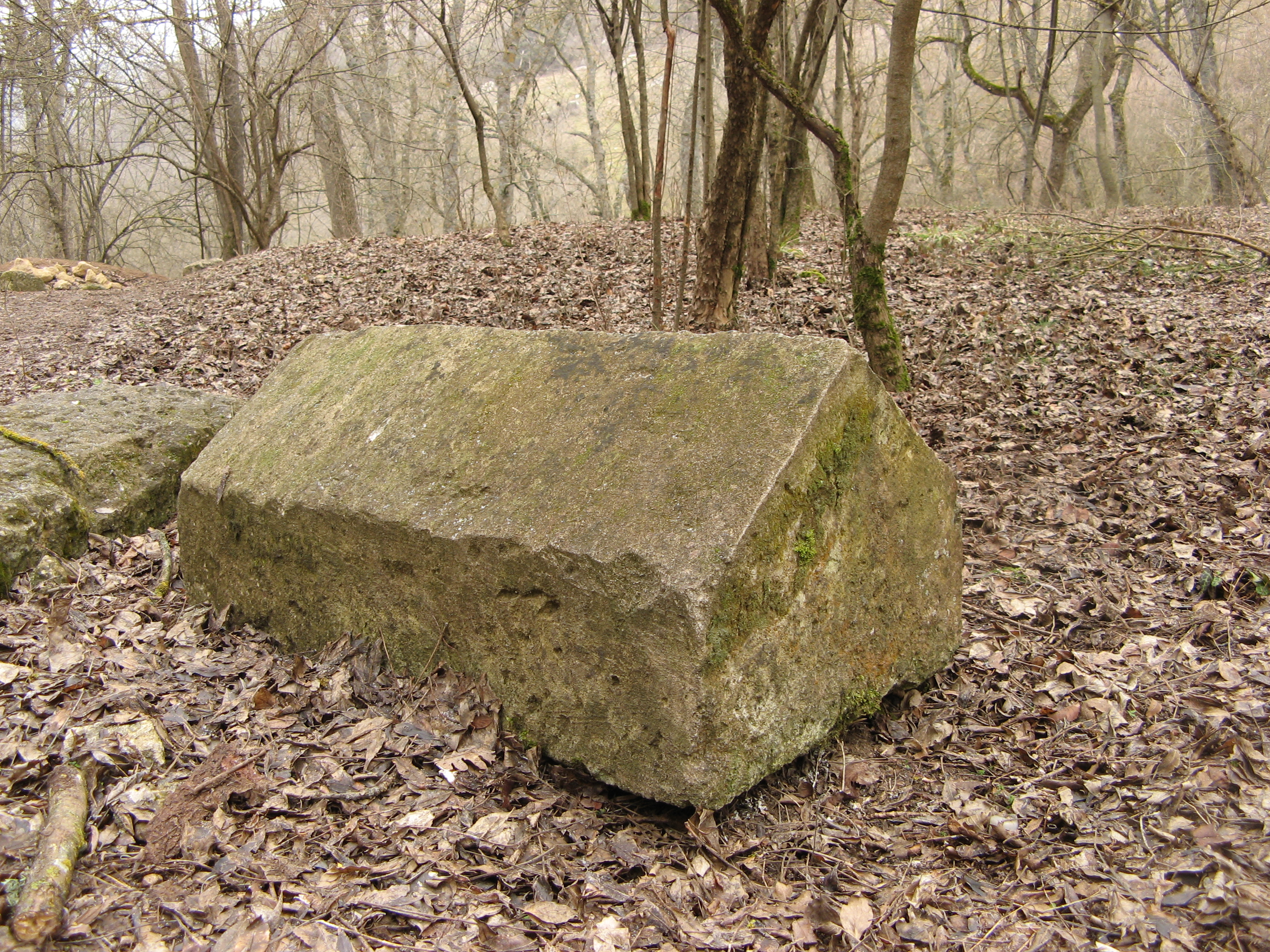
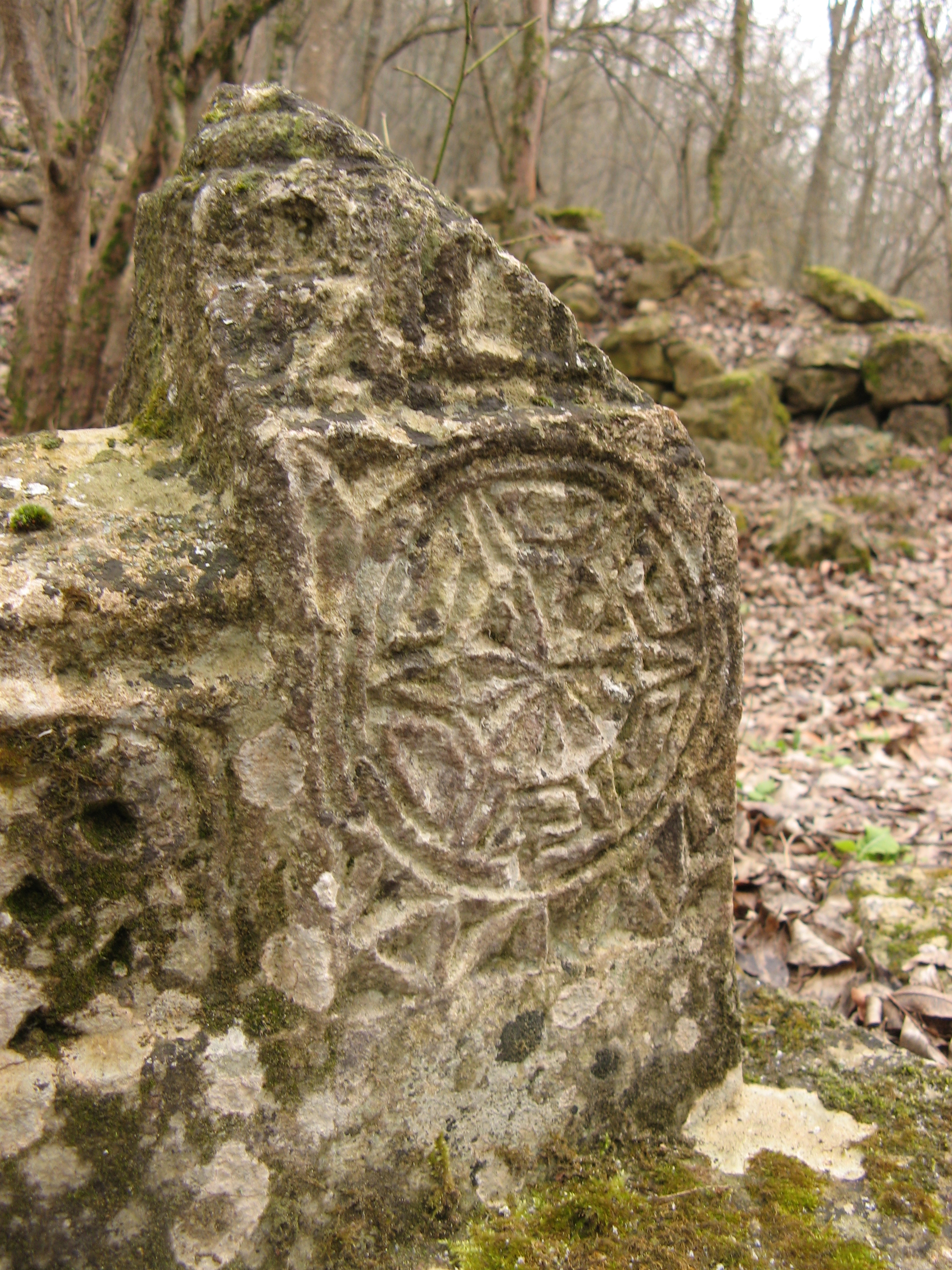
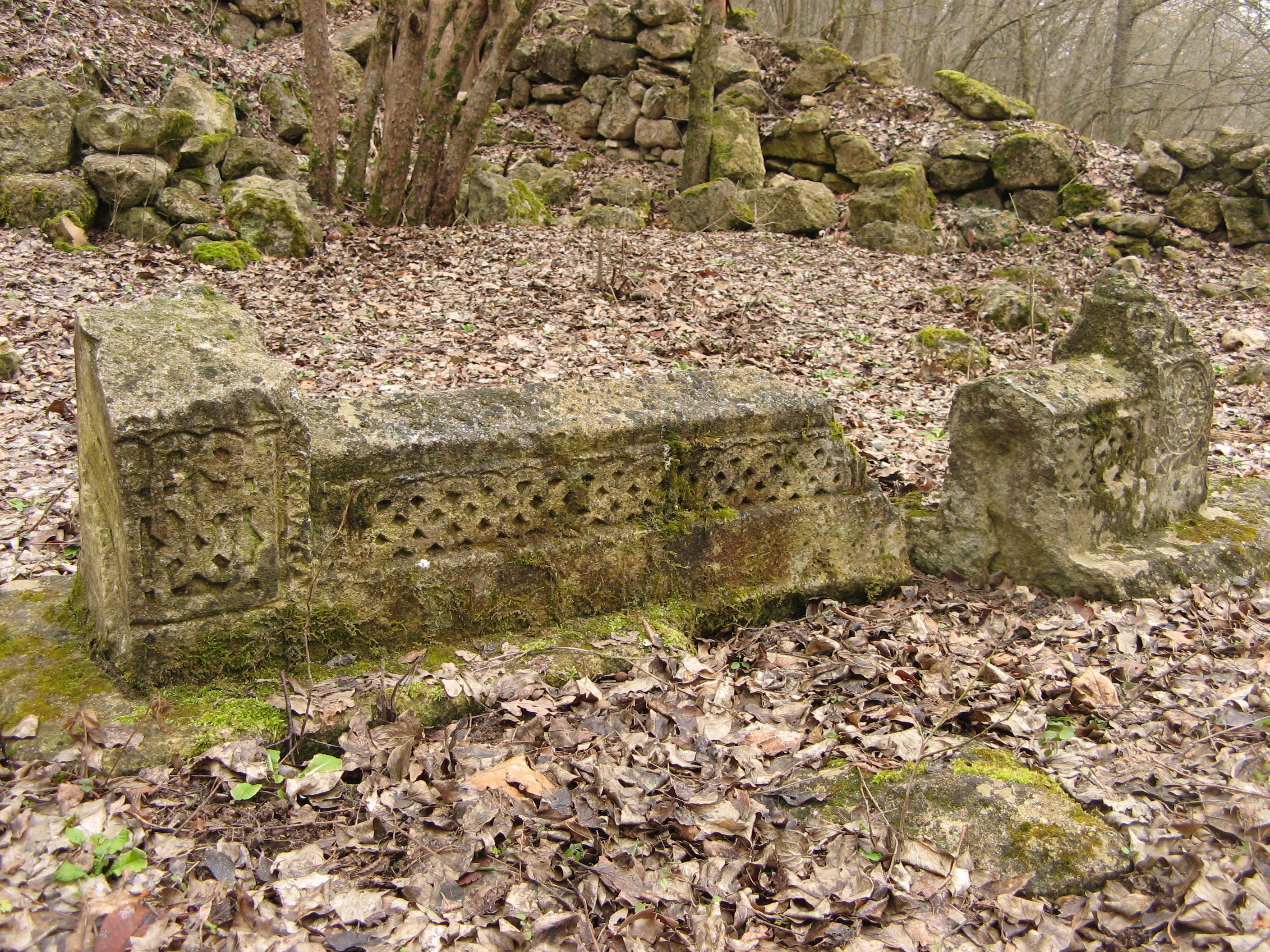
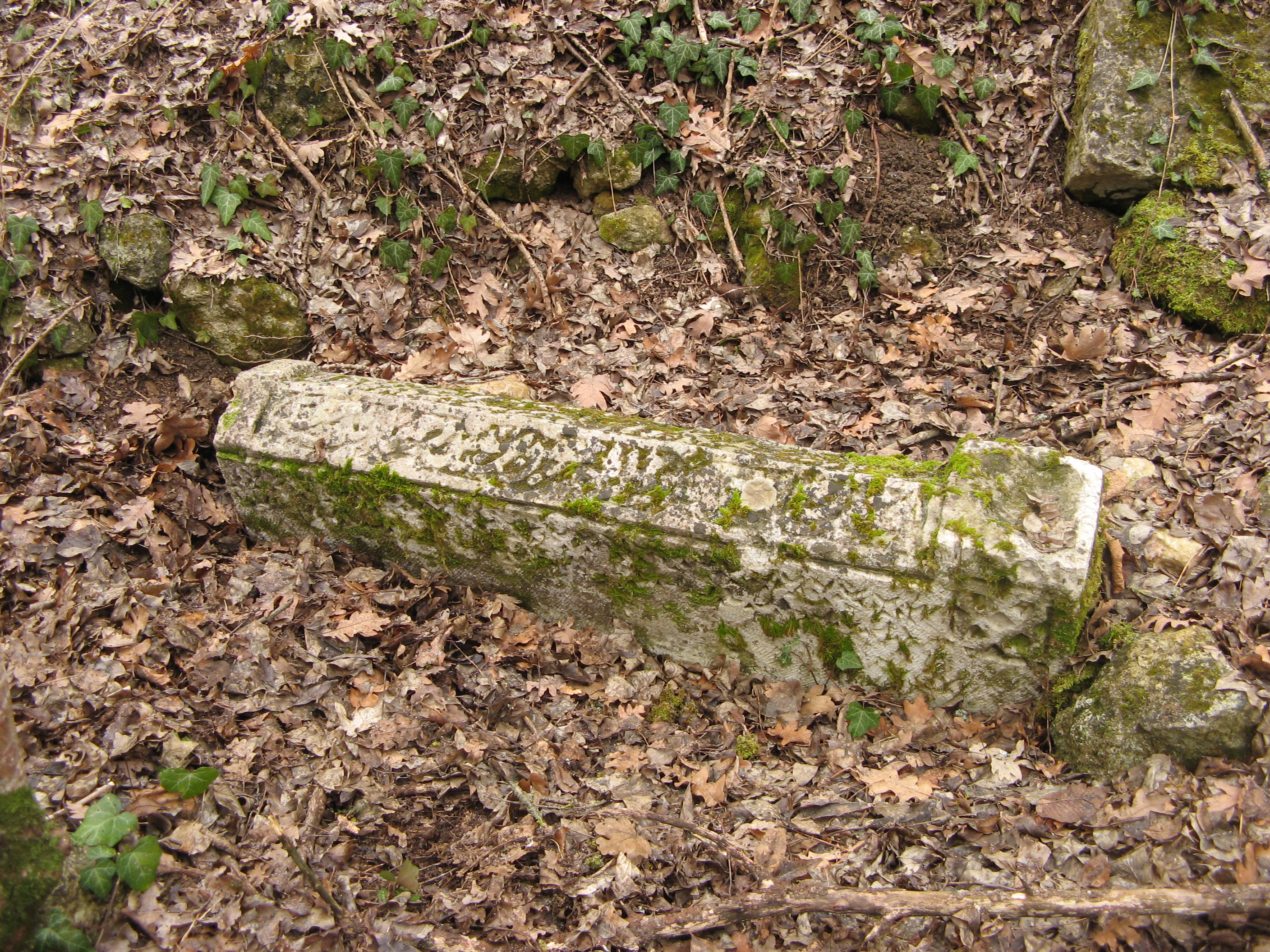